# Micropsyrassa reticulata
Micropsyrassa reticulata är en skalbaggsart som beskrevs av Martins och Chemsak 1966. Micropsyrassa reticulata ingår i släktet Micropsyrassa och familjen långhorningar. Inga underarter finns listade i Catalogue of Life.